# Stomil-Poznań

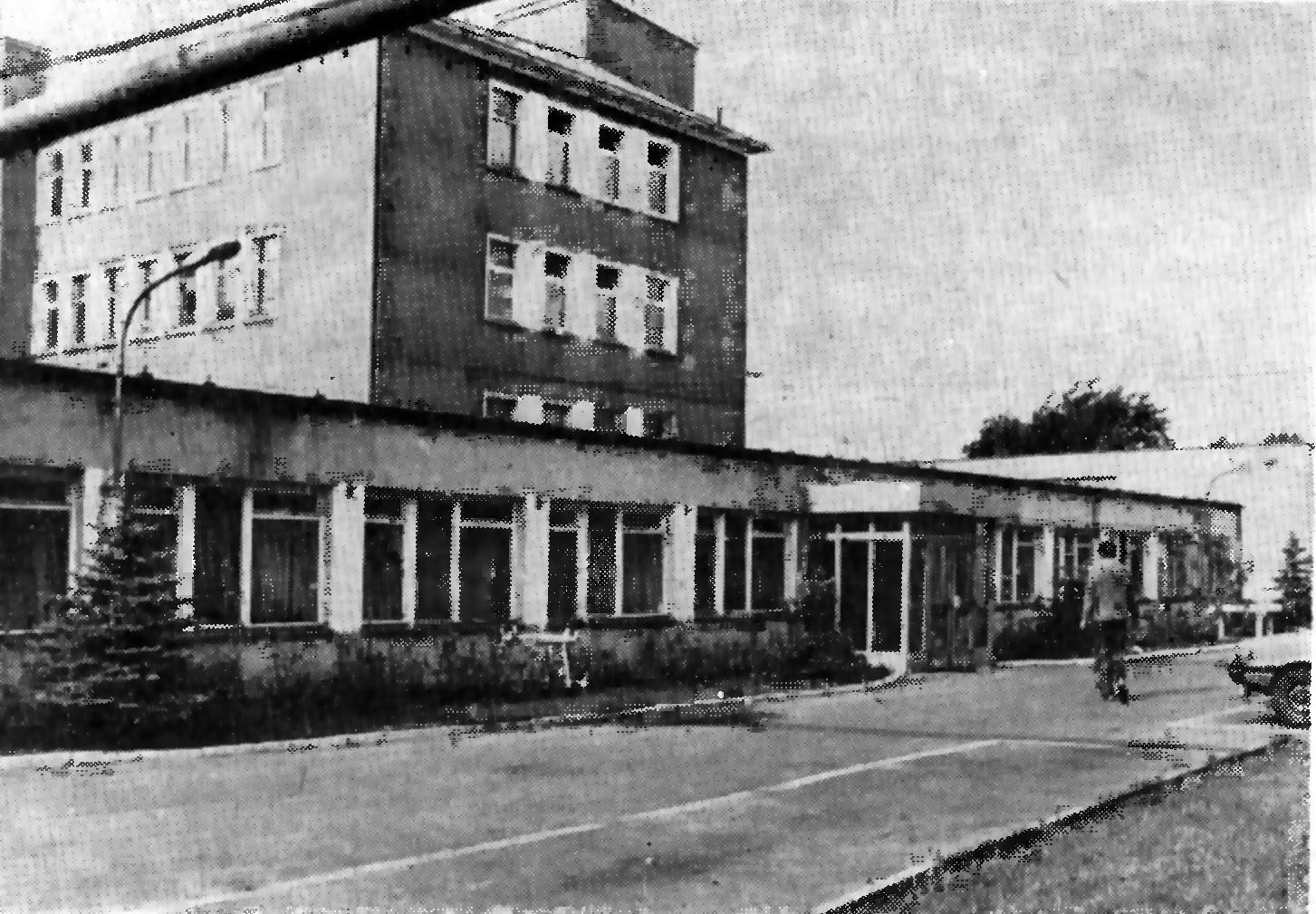
Budynek biurowy przy ul. Starołęckiej

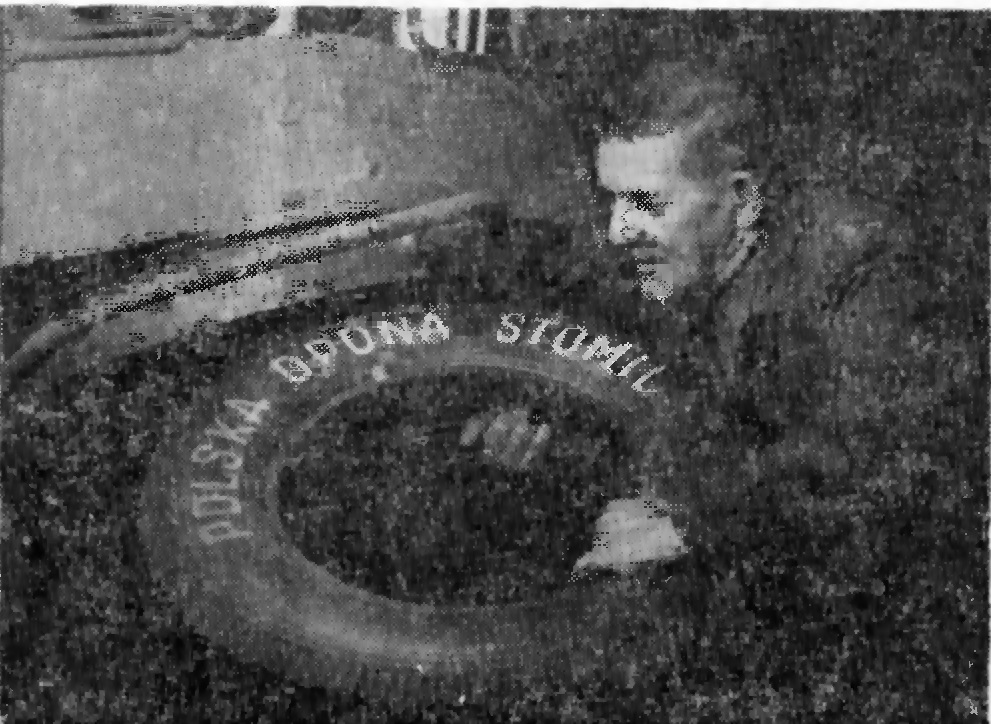
Władysław Boruczkowski i pierwsza powojenna opona Stomilu (30 kwietnia 1945)

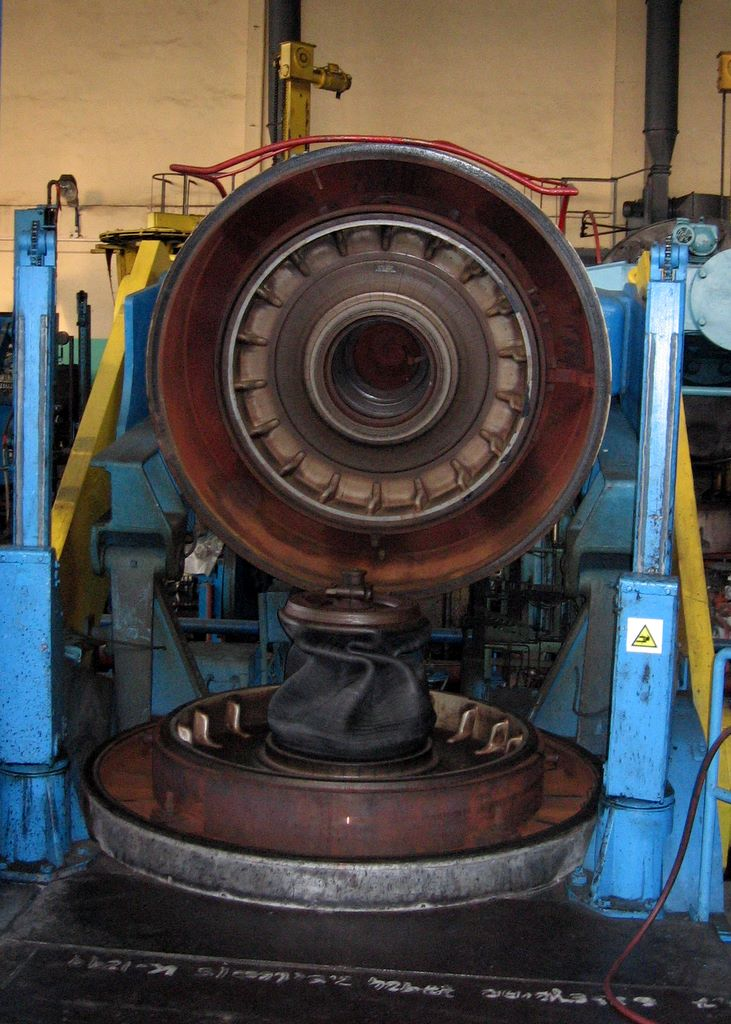
Prasa formująca opony w zakładzie

Stomil-Poznań SA – zakład oponiarski zlokalizowany w Poznaniu, o najdłuższej tradycji w Polsce, założony w 1928.
Poznańska spółka akcyjna należy do Polskiej Grupy Zbrojeniowej SA.

## Historia
Przedsiębiorstwo powstało w 1928 z inicjatywy inż. Pawła Nestrypka, który przejął firmę „Pneumatyk” wraz z parkiem maszyn. Produkcję rozpoczęto przy ulicy Starołęckiej, na terenie, na którym wcześniej działała Fabryka Marmolady Reutera (jeszcze wcześniej cegielnia Perkiewicza). Od początku lat 30 XX wieku produkowano opony rowerowe i samochodowe, a od 1934 również opony motocyklowe. W latach 30 XX wieku Stomil nawiązał współpracę z amerykańską firmą General Tire, a jej prezes William O’Neil przybył na rozmowy handlowe do Polski; zakład zatrudnił 3 amerykańskich inżynierów i produkował opony na licencji „General”.
O jakości wyrobów fabryki wypowiedział się podróżnik Kazimierz Nowak, który podczas przemierzania Afryki rowerem korzystał z opon Stomilu:

No! – niedziw zresztą, że rower wypowiedział usługi. Tyle lat! Tyle dziesiątek tysięcy kilometrów drogi przebył! Zdolne do użytku pozostały tylko polskie opony „Stomil”; założyłem w Kapsztadzie, a nie wykazują ani śladu zużycia mimo bardzo trudnej, ponad 1000 mil podróży.

Krótko przed wybuchem II wojny światowej, opony Stomilu stosowało 2/3 kierowców i 1/3 rowerzystów; otwarto też filię firmy w Dębicy. W 1939 saperzy z jednostki przy ul. Rolnej wybudowali most drewniany na Warcie łączący Stomil z fabryką mydła „Tukan”. Został on spalony około 4–5 września 1939; w tym samym czasie wysadzono most kolejowy na Starołęce. Wcześniej załogę wraz z maszynami i produktami ewakuowano w kierunku Warszawy i Dębicy. Podczas niemieckiej okupacji firma działała pod kierownictwem Continental Gummiwerke AG Hannower. Do pracy zatrudniono robotników przymusowych. W sierpniu 1941 Gestapo aresztowało 60 z nich, 48 zginęło w obozach koncentracyjnych. Po wojnie, 20 lutego 1965, odsłonięto tablicę ku czci zamęczonych w czasie okupacji pracowników, a historię zakładu miała przypominać Izba Pamiątek.
Pierwszą powojenną oponę wyprodukowano 30 kwietnia 1945 i prezentowano, przybraną biało-czerwonymi szarfami, podczas pierwszomajowego święta. Była to opona do samochodu ciężarowego o wymiarach 700x20 z napisem Polska opona Stomil. Rozpoczęta została odbudowa prawie całkowicie zniszczonej fabryki. W 1949 zakład upaństwowiono mimo wielu wniosków właściciela, Miasta Poznań, by tego nie robić z uwagi na duże znaczenie Stomilu dla budżetu miasta. Przedsiębiorstwo sukcesywnie rozbudowywano i unowocześniano: w 1956 rozpoczęła się budowa budynku biurowego, w 1961 przyłączono Fabrykę Regeneratów w Bolechowie, w 1959 utworzono Centralne Laboratorium Oponiarskie, w 1968 zastosowano komputer jako narzędzie przetwarzania danych (jako pierwszy zakład w branży), w 1984 w Karolinie rozpoczęto pracę w ośrodku badania opon lotniczych.
3 kwietnia 1950 oddano w stanie surowym przyzakładowe gimnazjum i szkołę przemysłową dla uczniów (późniejsze Technikum Chemiczne przy ul. Starołęckiej), którzy pracowali w Stomilu; użytkowanie obiektu rozpoczęto 1 września 1954.
Jednym z powojennych osiągnięć zakładu było wyprodukowanie opony bezdętkowej w 1956. W 1971 rozpoczęto produkcję opon-gigantów do maszyn budowlanych. W tym samym roku zakład miał udział w produkcji płucoserca. W czerwcu 1973 Polski Fiat 125p wyposażony w opony radialne 175 SR-13 D90 („Stomil-Rekord”) zaprojektowane przez przyzakładowy ośrodek badawczy pobił 3 rekordy świata.
9 marca 1972 w fabryce wybuchł pożar, który zajął magazyn mieszanek i część walcowni. Został ugaszony po 4 dniach. Przyczyną pożaru było podpalenie przez jednego z pracowników. 30 grudnia 1972 oddano do użytku odbudowaną walcownię; na uroczystość przybył wicepremier Franciszek Kaim i I sekretarz KW PZPR w Poznaniu Jerzy Zasada.
W 1978, z okazji 50-lecia istnienia firmy, na uroczystą akademię przybyli m.in. minister Mieczysław Dróżdż, sekretarz KW PZPR Józef Świtaj, dyrektor Zjednoczenia „Stomil” Henryk Olejniczak.
W 1992 Stomil został przekształcony w spółkę akcyjną ze 100% udziałem Skarbu Państwa.
Zasłużonym pracownikom przyznawano odznaczenia „Zasłużony dla Stomila w Poznaniu”. Gazetą Samorządu Robotniczego Poznańskich Zakładów Opon Samochodowych „Stomil” od 1954 był „Stomilowiec”.
Dojazd do przedsiębiorstwa zapewnia od 1955 roku linia tramwajowa (do 31 sierpnia 2020 roku pętla i przystanek nosiły nazwę „Stomil”), przedłużona w 1967 w kierunku Starołęki.

### Nazwy
- 1923: „Pneumatyk” (firma przejęta w 1928 przez „Paragum”)[4]
- czerwiec 1928[4]: „Paragum” Wyroby Gumowe SA[8]
- 10[4] lub 16[3] października 1928: Centralna Poznańska Fabryka Wyrobów Gumowych SA[8]
- 1931: Fabryka Opon Samochodowych i Rowerowych „STOMIL”[8] (nazwa wyłoniona w konkursie[4][3])
- 1939: Posener Gummiwerke G.m.b.H.[8][10]
- 1945: Poznańskie Zakłady Przemysłu Gumowego Stomil SA[8]
- 1970: Poznańskie Zakłady Opon Samochodowych Stomil[8]
- 1992: Stomil-Poznań SA[8]

## Wyroby
Zakład produkuje:
- opony diagonalne przeznaczone do maszyn górniczych i maszyn do prac ziemnych,
- opony diagonalne do wózków przemysłowych i podnośnikowych,
- opony diagonalne do samochodów ciężarowych i przyczep,
- opony diagonalne do maszyn rolniczych,
- ogumienie diagonalne do samolotów, helikopterów i szybowców,
- opony pełne do transportu wewnętrznego i maszyn drogowych,
- różnego rodzaju artykuły techniczne, gumowo-metalowe, gumowo-tkaninowe, gumowe, w tym: koła gumowo-metalowe do pojazdów specjalnych, wózków podnośnikowych i maszyn drogowych, różnego rodzaju amortyzatory z możliwością zastosowania do różnych przyrządów i silników, membrana resoru powietrznego do autobusu o rozmiarze 178x260x340, maty gumowe, uszczelniacze,
- mieszanki i przedmieszki gumowe.